# Жолт Гомбос
Жолт Гомбос  (угор. Zsolt Gombos; нар. 27 грудня 1968, Залаегерсег, медьє Зала) — угорський борець вільного стилю, учасник чемпіонатів Європи, світу та трьох Олімпійських ігор.

## Життєпис
Боротьбою почав займатися з 1983 року. Виступав у суперважкій ваговій категорії. На чемпіонатах Європи найвищим досягненням було четверте місце на змаганнях 1994 року, на чемпіонатах світу — п'яте місце у 1993 та 1994 роках. На чемпіонаті Європи 1995 року виступав у змаганнях х обох видів боротьби. На турнірі з вільної боротьби посів п'яте місце, а на турнірі з грекоримської боротьби — восьме місце. На Олімпіадах двічі зупинявся за крок до чільної десятки — у 1992 та 1996 роках. Після невдалого виступу на останній Олімпіаді 2000 року (17-те місце) завершив спортивну кар'єру.
Виступав за спортивні клуби «Budapesti Vasutas» та «Csepel» Будапешт. Тренер — Іштван Гуляш (з 1995).

## Спортивні результати на міжнародних змаганнях

### Виступи на Олімпіадах
| Змагання                    | Збірна   | Вагова категорія           | Місце |
| --------------------------- | -------- | -------------------------- | ----- |
| Літні Олімпійські ігри 1992 | Угорщина | вільна боротьба, до 130 кг | 11    |
| Літні Олімпійські ігри 1996 | Угорщина | вільна боротьба, до 130 кг | 11    |
| Літні Олімпійські ігри 2000 | Угорщина | вільна боротьба, до 130 кг | 17    |

### Виступи на Чемпіонатах світу
| Змагання                        | Збірна   | Вагова категорія           | Місце |
| ------------------------------- | -------- | -------------------------- | ----- |
| Чемпіонат світу з боротьби 1991 | Угорщина | вільна боротьба, до 130 кг | 6     |
| Чемпіонат світу з боротьби 1993 | Угорщина | вільна боротьба, до 130 кг | 5     |
| Чемпіонат світу з боротьби 1994 | Угорщина | вільна боротьба, до 130 кг | 5     |
| Чемпіонат світу з боротьби 1997 | Угорщина | вільна боротьба, до 130 кг | 21    |
| Чемпіонат світу з боротьби 1999 | Угорщина | вільна боротьба, до 130 кг | 9     |

### Виступи на Чемпіонатах Європи
| Змагання                         | Збірна   | Вагова категорія                  | Місце |
| -------------------------------- | -------- | --------------------------------- | ----- |
| Чемпіонат Європи з боротьби 1991 | Угорщина | вільна боротьба, до 130 кг        | 7     |
| Чемпіонат Європи з боротьби 1993 | Угорщина | вільна боротьба, до 130 кг        | 10    |
| Чемпіонат Європи з боротьби 1994 | Угорщина | вільна боротьба, до 130 кг        | 4     |
| Чемпіонат Європи з боротьби 1995 | Угорщина | вільна боротьба, до 130 кг        | 5     |
| Чемпіонат Європи з боротьби 1995 | Угорщина | греко-римська боротьба, до 130 кг | 8     |
| Чемпіонат Європи з боротьби 1996 | Угорщина | вільна боротьба, до 130 кг        | 5     |
| Чемпіонат Європи з боротьби 1999 | Угорщина | вільна боротьба, до 130 кг        | 10    |
| Чемпіонат Європи з боротьби 2000 | Угорщина | вільна боротьба, до 130 кг        | 11    |

### Виступи на інших змаганнях
| Змагання                                                      | Збірна   | Вагова категорія           | Місце  |
| ------------------------------------------------------------- | -------- | -------------------------- | ------ |
| Гран-прі Німеччини з боротьби 1993                            | Угорщина | вільна боротьба, до 130 кг | 4      |
| Гран-прі Німеччини з боротьби 1996                            | Угорщина | вільна боротьба, до 130 кг | 9      |
| Гран-прі Німеччини з боротьби 1998                            | Угорщина | вільна боротьба, до 130 кг | 12     |
| Гран-прі Німеччини з боротьби 1999                            | Угорщина | вільна боротьба, до 130 кг | 4      |
| Олімпійський кваліфікаційний турнір з боротьби 2000 (Мінськ)  | Угорщина | вільна боротьба, до 130 кг | 6      |
| Олімпійський кваліфікаційний турнір з боротьби 2000 (Лейпциг) | Угорщина | вільна боротьба, до 130 кг | 6      |
| Олімпійський кваліфікаційний турнір з боротьби 2000 (Токіо)   | Угорщина | вільна боротьба, до 130 кг | 11     |
| Олімпійський кваліфікаційний турнір з боротьби 2000 (Мехіко)  | Угорщина | вільна боротьба, до 130 кг | Срібло |